# اينزو مارتينيز
اينزو مارتينيز (بالإسبانية: Enzo Martínez)‏ (29 سبتمبر 1990 بمونتفيدو في الأوروغواي - ) هو لاعب كرة قدم أوروغواني في مركز الوسط. لعب مع ريال سالت ليك وكولورادو رابيدز ونادي شمال كارولاينا وتشارلوت إندبنتنس.

## وصلات خارجية
- اينزو مارتينيز على موقع الدوري الأمريكي (الإنجليزية)
- اينزو مارتينيز على موقع قاعدة بيانات كرة القدم.إي يو (الإنجليزية)
- اينزو مارتينيز على موقع Soccerbase.com (لاعب) (الإنجليزية)
- اينزو مارتينيز على موقع Soccerway.com (الإنجليزية)
- اينزو مارتينيز على موقع عالم كرة القدم.نت (الإنجليزية)